# Petrus Calaminus
Petrus Calaminus, (auch Röhrer, Röhrig, Rörich; * 1556 in Neurode, Grafschaft Glatz; † 25. November 1598 in Heidelberg) war ein deutscher evangelischer Theologe.

## Leben
Calaminus studierte an der Universität Heidelberg bei Zacharias Ursinus. Nach dem Abschluss seiner Studien 1578 kehrte er in seine Heimat zurück. Danach wurde er Erzieher der Kinder des evangelischen Bischofs Andreas Dudith in Breslau. 1580 trat er eine Stelle als Rektor der Schule seines Geburtsorts an. Drei Jahre später wurde er nach Stoltz im Herzogtum Münsterberg als Pfarrer berufen.
Als im Kurfürstentum Sachsen unter Christian I. von Sachsen die Gnesiolutheraner aus ihren Ämtern vertrieben wurden, erhielt Calaminus am 15. April 1590 die Stelle des Andreas Jodocus († 1600). Dies war die dritte Professur für Theologie in Wittenberg, die mit einer Predigerstelle in der Wittenberger Schlosskirche verbunden war. Deshalb erwarb er in Wittenberg am 18. September 1590 das Lizentiat der Theologie.
Nach dem Tod des Kurfürsten Christian I. von Sachsen übernahm stellvertretend für den noch minderjährigen Christian II. der Administrator Friedrich Wilhelm I. von Sachsen-Weimar die Regierungsgeschäfte in Kursachsen und setzte sich wiederum für eine Rückkehr der Gnesiolutheraner in die theologischen Ämter ein.
Aus diesem Grund wurde Calaminus als Vertreter der Philippisten aus dem Wittenberger Universitätsdienst im Januar 1592 entlassen (vgl. Albert Voit). Daraufhin begab er sich in das philippistenfreundliche Anhalt nach Zerbst, wo er vermutlich am Gymnasium Francisceum wirkte. Von dort ging er nach Heidelberg, wo er erneut eine Professur der Theologie bis zu seinem Tode bekleidete.